# Jean-Luc Schneider
Jean-Luc Schneider (* 18. September 1959 in Straßburg) ist ein französischer Geistlicher der Neuapostolischen Kirche und seit Pfingsten 2013 Stammapostel der Neuapostolischen Kirche.

## Leben
Als ältestes Kind von drei Geschwistern wuchs Jean-Luc Schneider im Elsass auf. Bereits am 11. Oktober 1959 wurde er durch Bezirksapostel Chrétien Dauber versiegelt und dadurch zum Mitglied in der Neuapostolischen Kirche. Seit 1983 ist er verheiratet. Aus dieser Ehe gingen zwei Kinder hervor.
Nach dem Studium an einer höheren Handelsschule und nach seinem Wehrdienst 1982 war Schneider bei einer elsässischen Gasgesellschaft tätig, zuletzt als Direktor für Strategie und Finanzen. Mit seiner Ordination zum Apostel wechselte er in den hauptamtlichen Dienst der Neuapostolischen Kirche Frankreichs.

## Ämter in der Neuapostolischen Kirche
- Unterdiakon (10. Januar 1980)
- Diakon
- Priester (24. November 1985)
- Gemeindeevangelist (17. September 1989)
- Hirte (1. Januar 1993)
- Bezirksältester (14. November 1993)
- Apostel (22. Juni 2003) zusätzlich Beauftragung zum Bezirksapostelhelfer
- Bezirksapostel (26. September 2004)
- Stammapostelhelfer (27. Mai 2012)
- Stammapostel (19. Mai 2013)